# ضجيج مزيف
إن متسلسلات الضجيج العشوائي المزيف (بالإنجليزية: pseudo random noise)‏ كثيرة الاستعمال في العديد من مجالات معالجة الإشارات الرقمية (الرادار، تصحيح الخطأ، أنظمة تحديد المواقع العالمية «جي بي أس» 
، محطات الأقمار الصناعية)، وتستعمل في أغلب الأحيان لتوليد ضوضاء لأي نوع من اختبارات الأجهزة الرقمية.
إن الطريقة الأكثر مثالية لتطبيق متسلسلات الضجيج العشوائي المزيف في الأجهزة تتم من خلال استعمال ســِـجــِـلاّت إزاحة تغذية عكسية خطية «أل أف أس أر»  بينما تطبيق الدارات التكاملية يتم باستخدام أجهزة المنطق القابل للبرمجة.
إن الطريقة المعتادة لبناء مثل هذه الدارات بهذه الوسيلة تتم باستخدام لغة وصف العتاد الصلب «أيتش دي أل» 
وتشفيرها بمستوى نقل السـّـِـجــِـل ّ «أر تي أل».
إن تطوير التصميم بمستوى نقل السـّـِـجــِـل ّ يتضمن إنتاجا واختباراً وإن تخفيض وقت التطوير يزيد الرغبة بالحصول على دارة عامة تلائم أي كثيرة حدود، إن هذا النوع من التصميم يتطلب جهداً حيث يستهلك مصادر المنطق الإضافية ليحدد للمستخدم كثيرة الحدود التي تجب اختيارها، إن هذه التقنية تقدم بنية مبتكرة لمستوى نقل السـّـِـجــِـل ّ على أساس الضجيج العشوائي المزيف على خلاف التصاميم الحالية.
حيث هذه البنية لا تملك شيفرة صلبة لكثيرة الحدود داخل الدارة ولكن تأخذ كثيرة الحدود ودرجته كمداخل لتوليد دارة منطقية دون جهد إضافي حيث يتم التصميم للحصول على كثيرات حدود مختلفة ومتعددة الدرجة (من 2 وحتى حد يفرضه حجم السليكون) بسبب هذه البنية يتم تحقيق مثالية للدارة المنطقية حيث سنبين أن كان استخدام السليكون مشابهاً تماماً فيما لو كانت الدارة تشفر يدوياً وحسب كثيرة الحدود المعطى.

## تطبيقات مولد الضجيج العشوائي المزيف

### نظرية
تطبيقات مولد الضجيج العشوائي المزيف:
نظرية:
ان ســِـجــِـلاّت إزاحة التغذية العكسية الخطية اعتمدت مولد الضجيج العشوائي المزيف لاستنتاج n مرحلة من متسلسلة الخرج الدورية
ان الشرط الأولي لســِـجــِـل ّ الإزاحة سيعاد إنتاجه بعد عدد من دورات الساعة (ان الفترة يجب أن تكون أكبر من {\displaystyle {\mathcal {}}2^{n}}) فبسبب البنية المعمارية لهذا النوع من الدارات: ان كل صفر لايحدث الإذا وضع كشرط أولي في هذه الحالة المولد سيبقى في نفس الحالة إلى الابد.
لذافان عدد الحالات المحتملة {\displaystyle {\mathcal {}}2^{n}-1}
إن ناتج المولد في هذه الفترة يدعى متسلسلة الطول الأعظمي، إن العدد الأكبر والمتسلسلة الأطول سوف يظهران بشكل عشوائي لذلك السبب يدعى ذلك مولدات الضجيج العشوائي المزيف
ان لكل متسلسلة ضجيج عشوائي مزيف يمكن أن توصف بكثيرة الحدود المتعذرة الإنقاص بداءي ثنائي:
{\displaystyle F(x)=1+C_{1}x+C_{2}x^{2}+\cdots +C_{n-1}x^{n-1}+x^{n};c_{i}\in GF}
هناك طريقتان مختلفتان من أجل التطبيقات على الأجهزة باستخدام ســِـجــِـل ّ ازاحة تغذية عكسية خطية:
1-مولد ســِـجــِـل ّ ازاحة بسيط ٍSSRG الشكل)1)
2-مولد ســِـجــِـل ّ إزاحة جزئي

## مكننة عامة لكثيرة الحدود المتعذرة الإنقاص
باستخدام النمط MSRG: إن مكننة كثيرة الحدود المتعذرة الإنقاص باستخدام عناصر تخزين ثنائية كما في الشكل 2 إن عناصر التخزين الثنائية لســِـجــِـل ّ
الإزاحة العكسية الخطية هي:
{\displaystyle R_{1},R_{2},\cdots ,R_{n}}
إن {\displaystyle C_{1},C_{2},\cdots ,C_{n}} تلعب دور مفاتيح.
حيث أن ناتج المرحل الأخيرة لا يضاف إلى المرحلة {\displaystyle R_{i}}.
فإذا كانت {\displaystyle {\mathcal {}}C_{i}=1} فان الخرج للمرحلة {\displaystyle {\mathcal {}}R_{n}}, يكون مزاحا إلى المرحلة التالية {\displaystyle {\mathcal {}}R_{i+1}}
و إذا كانت {\displaystyle {\mathcal {}}C_{i}=1} فان ناتج المرحلة {\displaystyle {\mathcal {}}R_{i}} يضاف إلى {\displaystyle {\mathcal {}}R_{n}} وإلى المرحلة التالية {\displaystyle {\mathcal {}}R_{i+1}}. (فقط دخل المرحلة الأولى {\displaystyle {\mathcal {}}R_{1}} مرتبط مباشرة بخرج المرحلة الأخيرة {\displaystyle {\mathcal {}}R_{n}}.
ان لكل مرحلة للسـّـِـجــِـل ّ {\displaystyle {\mathcal {}}R_{i}} تكون مرتبطة بتعبير كهربائي {\displaystyle {\mathcal {}}X^{i}} لكثيرة الحدود متعذرة الإنقاص.
وان ناتج سلسلة الخرج تأخذ من آخر مرحلة {\displaystyle {\mathcal {}}R_{n}} وهي تكون متسلسلة الضجيج العشوائي المزيف بطول لتوضيح ذلك لنأخذ كثيرة الحدود من الدرجة الخامسة التالي:
{\displaystyle {\mathcal {}}f(x)=1+x^{3}+x^{5}}
{\displaystyle {\mathcal {}}C_{1}=C_{2}=C_{4}=0}
{\displaystyle {\mathcal {}}C_{3}=C_{5}=1}
يمكن أن تعبر عن كثيرة الحدود هذه بمجموعة معاملات ثنائية
```

  

    

      

        

          

          

        

        

          
C

          

            
5

          

        

        

          
C

          

            
4

          

        

        

          
C

          

            
3

          

        

        

          
C

          

            
2

          

        

        

          
C

          

            
1

          

        

      

    

    
{\displaystyle {\mathcal {}}C_{5}C_{4}C_{3}C_{2}C_{1}}

  

```

{\displaystyle {\mathcal {}}10100}
الشكل 3
إن كل عناصر تخزين ثنائي يطبق باستخدام قلا بات)Dعددها 5),
وتجمع مع بعضها وتطبق مع بوابة xor.
علينا إن ننتبه إلى أمرا هاما فإذا كان التصميم يحتاج إلى مولدات ضجيج عشوائي مزيف عديدة وكثيرة حدود ذي درجات مختلفة سوف يستهلك زمنا طويلا لأداء مثل هذه المهام. بينما في لغة وصف الأجهزة «أيتش دي أل» HDL سيكون ذلك أسهل للمصمم بسبب التعليمات الفريدة لهذه اللغة فانه يحتاج فقط إلى إدخال كثيرة الحدود ودرجاتها فيكون بذلك قد وفر في الوقت مع (الأخذ بعين الاعتبار الحجم والعدد).
وبالتالي فان الدارة المقترحة ستصبح مفيدة جدا.
أخيرا إن مولدات الضجيج العشوائي المزيف أصبحت تطبق في مجالات أخرى عديدة الأنظمة الخلوية، تصحيح الخطأ.